# Třetí řád

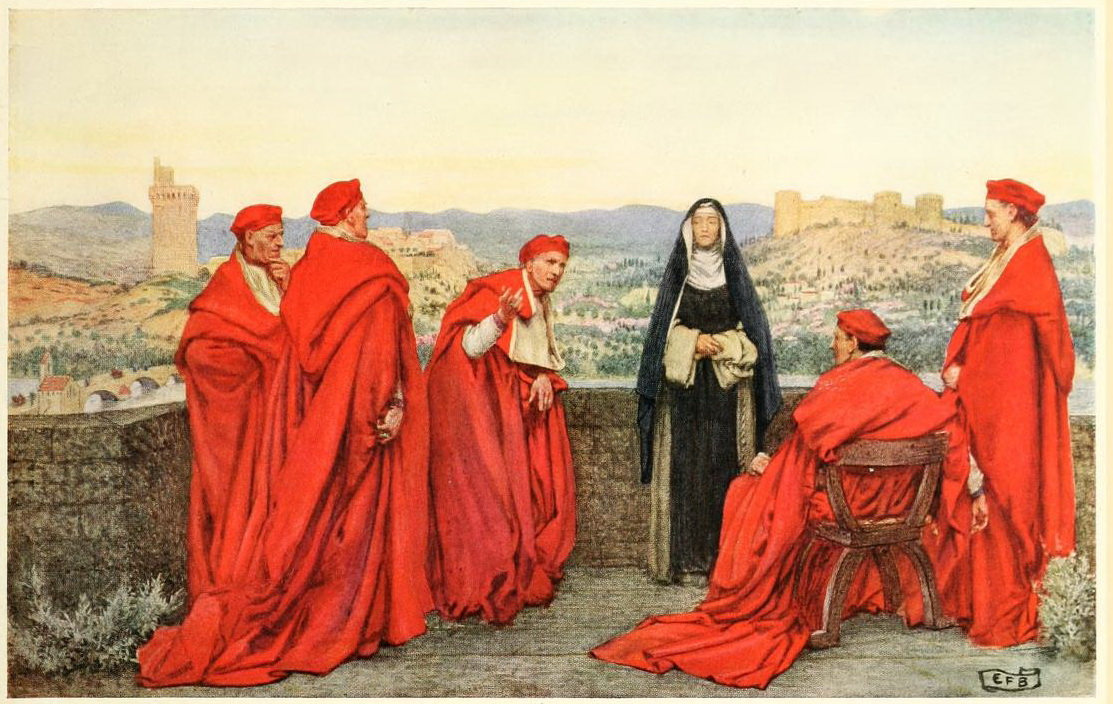
Sv. Kateřina Sienská jako terciářka dominikánů

Třetí řád je v katolické církvi společenství laiků, kteří žijí v civilním životě (manželé, svobodní, ovdovělí), ale jsou přidruženi k některému z existujících běžných řeholních společenství. V podmínkách svého života se snaží naplňovat ideály, kterými žije řeholní společenství, k němuž jsou připojeni. Členům těchto třetích řádů se obvykle říká terciáři.

## Historie
Původ „třetích řádů“ lze hledat v oblátech či laických bratrstvech. Za nejstarší třetí řád se považují premonstrátští terciáři, založení sv. Norbertem. Postupně vznikala také terciářská společenství při řádech ostatních. Dnes se můžeme setkat například s těmito třetími řády:
- Premonstrátský třetí řád (premonstrátští terciáři)
- Třetí řád svatého Dominika (LSSD)
- Třetí řád sv. Františka z Assisi neboli OFS
- karmelitánští terciáři
- Augustiniánská fraternita
- Familiáři Řádu německých rytířů

Formou třetího řádu jsou také Salesiánští spolupracovníci (ASC). Nejstarší řeholní řády (benediktini, cisterciáci) mají také svou obdobu třetích řádů – Obláty. Formu třetího řádu má také Sdružení paulínských spolupracovníků.